# روميو فان ديزل
روميو فان ديزل (9 أبريل 1989 في بلجيكا - ) هو لاعب كرة قدم بلجيكي في مركز الوسط. لعب مع رويال أنتويرب وكيه في ميخيلين ونادي بيرخيم وفيربرودرينغ دندر إندرخت هكلغام ‏.

## روابط خارجية
- روميو فان ديزل على موقع قاعدة بيانات كرة القدم.إي يو (الإنجليزية)
- روميو فان ديزل على موقع Soccerway.com (الإنجليزية)